# Birch Creek
Birch Creek é uma Região censo-designada localizada no estado americano de Alasca, no Distrito de Yukon-Koyukuk.

## Demografia
Segundo o censo americano de 2000, a sua população era de 28 habitantes.

## Geografia
De acordo com o United States Census Bureau, a localidade tem uma área de 16,6 km², dos quais 15,9 km² cobertos por terra e 0,7 km² cobertos por água.

## Localidades na vizinhança
O diagrama seguinte representa as localidades num raio de 96 km ao redor de Birch Creek. 